# 王有仁
王有仁（？—？），奉天（今辽宁）人，是一名清朝政治人物。贡生出身。
王有仁曾于1658年接替任肇坤任青浦县知县一职，1660年由李暄接任。